# Historia del uniforme del Real Betis Balompié

## Proveedores y patrocinadores
El uniforme del Real Betis Balompié empezó a tener patrocinador a partir de la temporada 1987/88, éste fue la Expo 92, y hasta la fecha estos han sido los proveedores y patrocinadores del club.

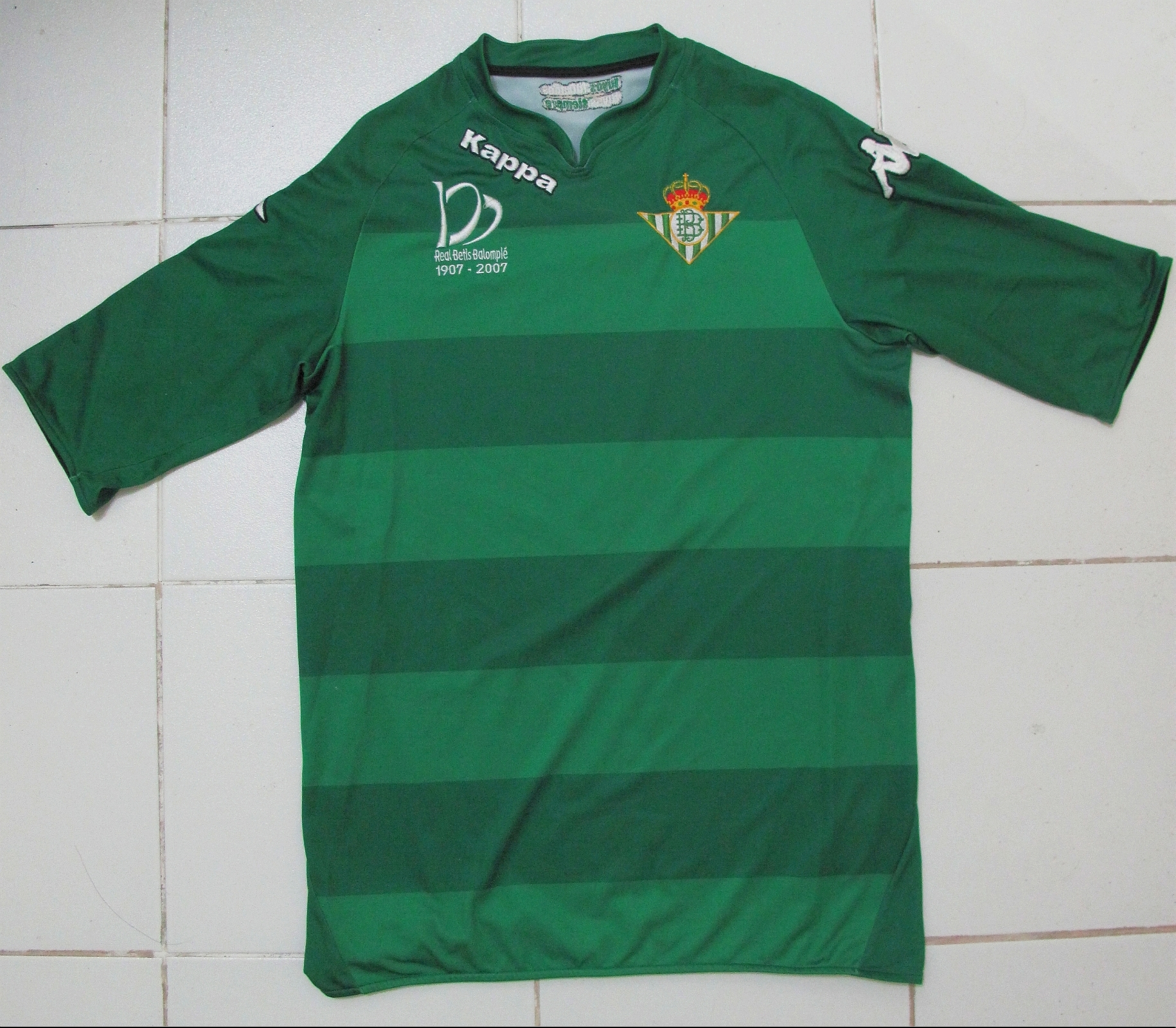
Imagen que muestra una de las camisetas creadas con ocasión del centenario del Betis (2007), en la que se puede contemplar el logotipo del centenario del equipo.

| Proveedores y patrocinadores | Proveedores y patrocinadores | Proveedores y patrocinadores                                  | Proveedores y patrocinadores |
| Temporada                    | Proveedor                    | Patrocinador                                                  |                              |
| ---------------------------- | ---------------------------- | ------------------------------------------------------------- | ---------------------------- |
| 1980 - 1986                  | Meyba                        | Ninguno                                                       |                              |
| 1986-87                      | Meyba                        | Expo 92                                                       |                              |
| 1987-88                      | Hummel                       | Expo 92                                                       |                              |
| 1988-89                      | Hummel                       | Expo 92                                                       |                              |
| 1989-90                      | Hummel                       | Pepsi                                                         |                              |
| 1990–91                      | Joma                         | Ninguno / SERME / Consuma Aceite de Girasol / Viajes Carnaval |                              |
| 1991–92                      | Front Runner                 | Nuevas Vacaciones / Expo 92                                   |                              |
| 1992–93                      | Front Runner                 | Marbella                                                      |                              |
| 1993–94                      | Front Runner                 | INCECOSA / Halcón Viajes / Continente                         |                              |
| 1994–95                      | Umbro                        | Kelia / MMT Seguros / INCECOSA / "la Caixa"                   |                              |
| 1995–96                      | Kappa                        | INCECOSA                                                      |                              |
| 1996–97                      | Kappa                        | OCAROIL                                                       |                              |
| 1997–98                      | Kappa                        | OCAROIL / Vía Digital                                         |                              |
| 1998–99                      | Kappa                        | Ninguno                                                       |                              |
| 1999–00                      | Kappa                        | Andalucía / Supercable                                        |                              |
| 2000–01                      | Kappa                        | Ninguno                                                       |                              |
| 2001–02                      | Kappa                        | Ninguno                                                       |                              |
| 2002–03                      | Kappa                        | Ninguno                                                       |                              |

| Proveedores y patrocinadores | Proveedores y patrocinadores | Proveedores y patrocinadores                                  | Proveedores y patrocinadores |
| Temporada                    | Proveedor                    | Patrocinador                                                  |                              |
| ---------------------------- | ---------------------------- | ------------------------------------------------------------- | ---------------------------- |
| 1980 - 1986                  | Meyba                        | Ninguno                                                       |                              |
| 1986-87                      | Meyba                        | Expo 92                                                       |                              |
| 1987-88                      | Hummel                       | Expo 92                                                       |                              |
| 1988-89                      | Hummel                       | Expo 92                                                       |                              |
| 1989-90                      | Hummel                       | Pepsi                                                         |                              |
| 1990–91                      | Joma                         | Ninguno / SERME / Consuma Aceite de Girasol / Viajes Carnaval |                              |
| 1991–92                      | Front Runner                 | Nuevas Vacaciones / Expo 92                                   |                              |
| 1992–93                      | Front Runner                 | Marbella                                                      |                              |
| 1993–94                      | Front Runner                 | INCECOSA / Halcón Viajes / Continente                         |                              |
| 1994–95                      | Umbro                        | Kelia / MMT Seguros / INCECOSA / "la Caixa"                   |                              |
| 1995–96                      | Kappa                        | INCECOSA                                                      |                              |
| 1996–97                      | Kappa                        | OCAROIL                                                       |                              |
| 1997–98                      | Kappa                        | OCAROIL / Vía Digital                                         |                              |
| 1998–99                      | Kappa                        | Ninguno                                                       |                              |
| 1999–00                      | Kappa                        | Andalucía / Supercable                                        |                              |
| 2000–01                      | Kappa                        | Ninguno                                                       |                              |
| 2001–02                      | Kappa                        | Ninguno                                                       |                              |
| 2002–03                      | Kappa                        | Ninguno                                                       |                              |

| Proveedores y patrocinadores | Proveedores y patrocinadores | Proveedores y patrocinadores                                                     | Proveedores y patrocinadores |
| Temporada                    | Proveedor                    | Patrocinador                                                                     |                              |
| ---------------------------- | ---------------------------- | -------------------------------------------------------------------------------- | ---------------------------- |
| 2003–04                      | Kappa                        | Andalucía / La Gitana Tiendas / Font Lys                                         |                              |
| 2004–05                      | Kappa                        | Andalucía / Globet.com / El Monte                                                |                              |
| 2005–06                      | Kappa                        | Globet.com / Andalucía                                                           |                              |
| 2006–07                      | Kappa                        | Ninguno / Andalucía / Garmin / Clipeus                                           |                              |
| 2007–08                      | Kappa                        | Azabache / Andalucía                                                             |                              |
| 2008–09                      | Kappa                        | Andalucía                                                                        |                              |
| 2009–10                      | RBb                          | Ninguno                                                                          |                              |
| 2010–11                      | RBb                          | Ninguno / Andalucía / Házte donante de órganos / Cajasol / SEAT / Nueva Victoria |                              |
| 2011–12                      | RBb                          | Ninguno / Cajasol / Cirsa                                                        |                              |
| 2012–13                      | Macron                       | Cirsa                                                                            |                              |
| 2013–14                      | Macron                       | Ninguno / Unidos por una pasión / Huawei / Día de la Mujer Bética                |                              |
| 2014–15                      | Macron                       | Ninguno / Día de la Mujer Bética / UNICEF                                        |                              |
| 2015–16                      | Adidas                       | Ninguno / UED Sports                                                             |                              |
| 2016–17                      | Adidas                       | Ninguno / Wiko / Champions for Life                                              |                              |
| 2017-18                      | Adidas                       | Ninguno / Green Earth                                                            |                              |
| 2018-19                      | Kappa                        | Green Earth / OTCDESKS / Climate Neutral Now                                     |                              |
| 2019-20                      | Kappa                        | easyMarkets                                                                      |                              |
| 2020-21                      | Kappa                        | Betway                                                                           |                              |
| 2021-22                      | Kappa                        | Finetwork                                                                        |                              |
| 2022-23                      | Hummel                       | Finetwork                                                                        |                              |
| 2023-24                      | Hummel                       | Finetwork                                                                        |                              |
| 2024-25                      | Hummel                       | Gree Electric                                                                    |                              |

## Cronología

### Local
| 1995–97   | 1998-99   | 1999-00   | 2000-02   | 2002–2003 | 2003–2004 |           |           |           |
| 2004–2006 | 2006–2007 | 2007–2008 | 2008–2009 | 2009–2010 | 2010–2011 | 2011–2012 | 2012–2013 | 2013–2014 |
| 2014–2015 | 2015–2016 | 2016–2017 | 2017–2018 | 2018–2019 | 2019–2020 | 2020–2021 | 2021–2022 | 2022–2023 |
| 2023–2024 | 2024–2025 | 2025–2026 |           |           |           |           |           |           |

### Visitante
| 1995-97 | 1997-98 | 1998-99 | 1999-00 | 2000-01 | 2001-02 | 2002–2003 | 2003-04 |

| 2004-06   | 2006–2007 | 2007–2008 | 2008–2009 | 2009–2010 | 2010–2011 | 2011–2012 | 2012–2013 | 2013–2014 |
| 2014–2015 | 2015–2016 | 2016–2017 | 2017–2018 | 2018–2019 | 2019–2020 | 2020–2021 | 2021–2022 | 2022–2023 |
| 2023–2024 | 2024–2025 | 2025–2026 |           |           |           |           |           |           |

### Tercera
|  | 2004-06 |

| 2007–2008 | 2008–2009 | 2009–2010 | 2011–2012 | 2012–2013 | 2013–2014 | 2014–2015 | 2015–2016 | 2016–2017 |

| 2017–2018 | 2018–2019 | 2019–2020 | 2020–2021 | 2021–2022 | 2022–2023 | 2023–2024 | 2024–2025 |

### Alternativa
| 2018–2019 | 2019–2020 | 2020–2021 | 2021–2022 |